# 이지연의 夜인시대
이지연의 夜인시대는 대한민국의 방송국인 한국방송공사의 라디오 채널 KBS Happy FM(수도권과 창원 106.1MHz, 춘천 98.7Mhz, 강릉,동해,삼척 102.1MHz, 속초,고성 106.7MHz, 양양 103.9MHz, 청주 90.9MHz, 대전,여수 100.9MHz, 전주 92.9MHz, 광주 95.5MHz, 순천,광양 102.7MHz, 고흥,해남 106.7MHz, 대구 102.3MHz, 부산 97.1MHz, 제주 91.9MHz, 제주 서부 92.7MHz 서귀포 89.7MHz)에서 밤 12시부터 새벽 2시까지 종영방송 된 심야음악 라디오 프로그램이다. 2009년 10월 25일 자로 6개월만에 폐지되었다.

## 진행자
- 이지연

## 매일 참여코너
- 사연과 신청곡
- 정거장에서
- 선곡표

## 요일 참여코너
- 월요일 : 드라마를 듣다
- 화요일 : 야! 밤의 데이트 - 초대석 동영상 도원경
- 수요일 : 감성지수 37.2
- 목요일 : 영화보다 아름다운 영화배우
- 금요일 : 박기영의 사운드 마켓
- 토요일 : 커피 한 잔을 시켜놓고
- 일요일 : (1부) 누리집에 놀러와
- 일요일 : (2부) 창 밖에는 별이 보이고